# Mars Col
Mars Col är ett bergspass i Antarktis. Det ligger i Västantarktis. Argentina, Chile och Storbritannien gör anspråk på området. Mars Col ligger 200 meter över havet.
Terrängen runt Mars Col är kuperad. Havet är nära Mars Col åt nordost. Trakten är obefolkad. Det finns inga samhällen i närheten. 